# Algoth Niska
Algoth Johannes Niska, född 5 december 1888 i Viborg, död 28 maj 1954 i Helsingfors, var en finländsk smugglarkung och landslagsman i fotboll 1912.

## Familj
Algoth Niska var son till den finlandssvenske sjökaptenen Ivar Alfred Niska och musikern Hilda Niska (född Schlüter). Han tillhörde den gamla Uleåborgssläkten Niska. Familjen hade fem barn, varav Algoth var yngst. Fadern dog när Algoth var 14 år gammal. Enligt den dödsruna som publicerades i tidningen Wiipuri den 19 augusti 1903 avled Ivar Niska 56 år gammal ”plötsligt av en hjärtattack” den 18 augusti 1903. Efter faderns död flyttade familjen 1904 från Viborg till Helsingfors, där Algoth Niska gick i skola vid Nya svenska läroverket. Ungdomsåren var en turbulent tid. Algoth ertappades med att stjäla och på grund av sitt dåliga uppförande bodde han ibland hos släktingar i Brahestad.
Algoth Niska gifte sig med Magda Aufrichtig den 11 september 1917 i Helsingfors. Året därpå fick paret en dotter med samma namn, Magda. Äktenskapet slutade i skilsmässa 1924 och Algoth gifte sig den 21 juli 1927 i Mariehamn med en andra hustru, Celia Andersson, som var tjugo år gammal. Äktenskapet resulterade i en son, Jack, 1928. Också det äktenskapet slutade i skilsmässa.
Av Algoth Niskas syskon var Adolf operabaryton, Ester sopran, Bror operettsångare, Arno teaterchef och Aina dansös. Niskas eget förnamn stavas också Algot i finska källor. Niska är morfar till den finländska schlagersångaren Danny.

## Idrottskarriär
Algoth Niska spelade fotboll för Unitas, som vann Finlands första mästerskap år 1908. 
Han spelade för finska landslaget 1911–1912 och deltog i Olympiska sommarspelen 1912 i Stockholm som vänsterytter (pyramidformation). Matchen Finland-Italien den 29 juni 1912 slutade efter förlängning med seger för Finland med 3-2. Det finns tre olika målstatistiker från matchen, varav en visar att Niska gjorde Finlands andra mål. Finska bollförbundet använder inte den ursprungliga listan och spelarna bar HIFK:s lånetröjor utan nummer eller namn. Niska slutade sin internationella karriär efter bronsmatchen i Stockholm som 23-åring, men spelade i Finland ännu 1916, då han vann sitt andra mästerskap med Kiffen, Kronohagens Idrottsförening (KIF).. 

### Lag
- Viborg IFK, 1904
- Helsingfors Unitas, 1906–1909
- Helsingfors IFK, 1910–1912
- Kiffen, 1916

## Smugglare

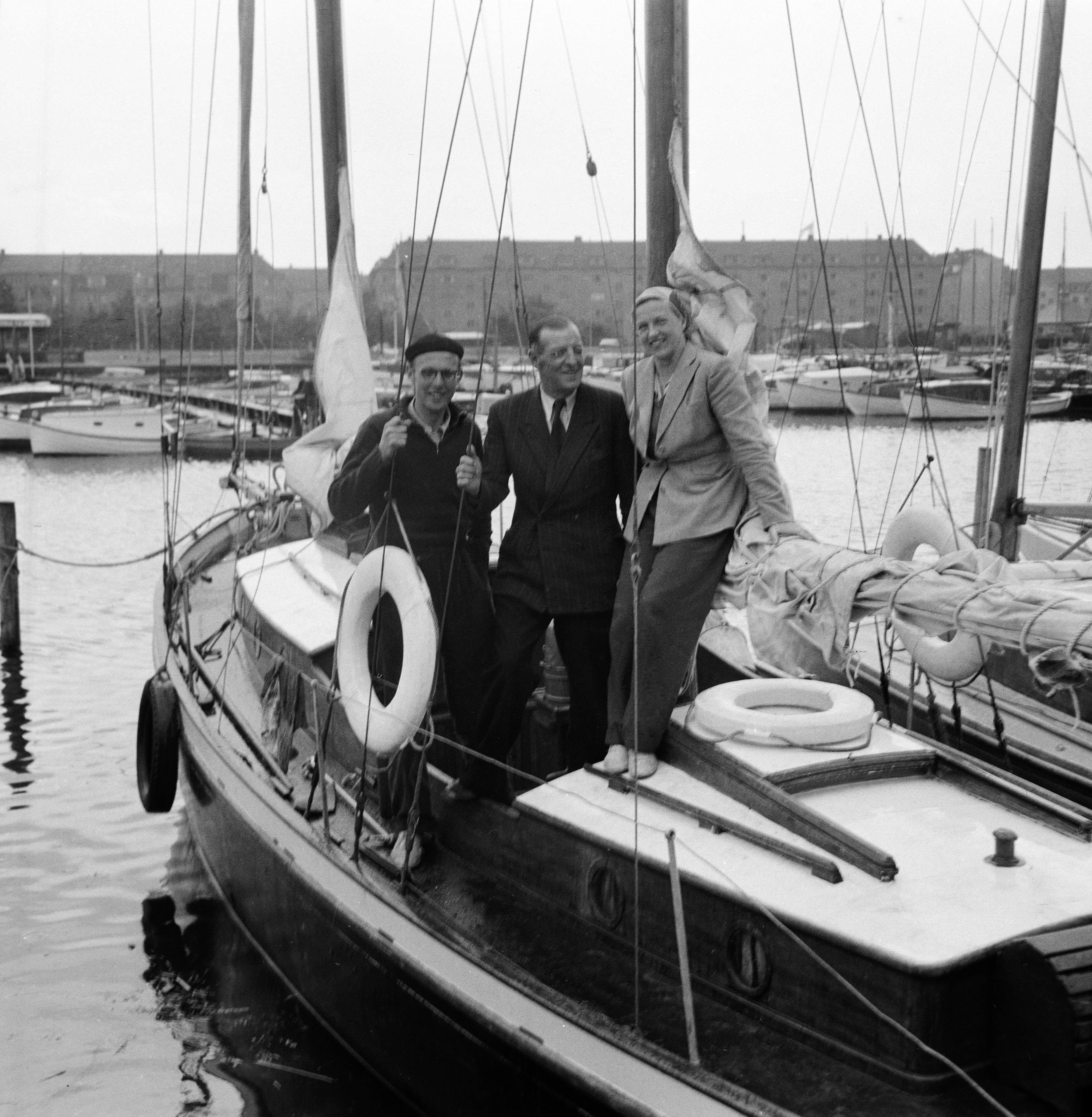
Algoth Niska med Göran Schildt och Mona Morales-Schildt på Daphne i Danmark

När förbudslagen trädde i kraft i Finland 1919 började Algoth Niska smuggla sprit och sälja det till de finare kretsarna i Helsingfors. Den skaffade han bland annat av estniska och tyska fartyg som hade ankrat vid den finska kusten. Senare smugglade han vin från Sverige som inte hade en förbudslag. Från Lillgården i Tyresta by (som förr kallades Anders Olssons gård) hade Niska under 1920-talet sitt högkvarter vid smuggelvägen mellan Åva och Stockholm.
Ibland åkte Algoth Niska fast och tillbringade korta perioder i fängelse. Enligt egen utsago sköt han aldrig mot polisen eller gjorde motstånd mot myndigheterna. Efter frigivningen från fängelset började han smuggla igen och var efterlyst i både Sverige och Finland. År 1932 utvisades Algoth Niska från Sverige, varefter han bodde i Riga, Tallinn och Danzig. Algoth Niska talade svenska, tyska, engelska och finska.
År 1938 träffade Algoth Niska en österrikisk-judisk affärsman, Albert Amtman, som hade flytt undan nazisternas förföljelser till Finland. Efter diskussioner med Amtman fick Algoth Niska, som kämpade med ekonomiska bekymmer, idén att börja smuggla ut judar från de tyskockuperade områdena. I detta syfte började han skaffa fram förfalskade finska pass som han sedan sålde till smugglarna mot betalning. Det uppskattas att han tjänade cirka 2,5 miljoner finska mark på att förfalska pass, vilket motsvarar cirka 800 000 euro i dagens penningvärde. Passen räddade med säkerhet livet på tre judar, 20 tillfångatogs, tre dog i koncentrationsläger och 25 judars öde är okänt. Den illegala inreseverksamheten började avslöjas när en judisk man, F.J. Joffs, hade mot Algoth Niskas instruktioner tagit med sig personliga värdesaker och fastnade i tullen. Algoth Niskas människosmuggling slutade då Tyskland förklarade krig mot Sovjetunionen och gränserna stängdes.
Algoth Niska dog vid 65 års ålder den 28 maj 1954 i en hjärntumör trots att han opererades. Han är begravd på Sandudds begravningsplats i Helsingfors.

## Populärkultur
1977 var det premiär för musikalen Smugglarkungen om Algoth Niska, skriven av Lars Huldén och Bengt Ahlfors. Musiken komponerades av Lasse Mårtenson. Den har framförts på finska som Pirtukuningas och Vilgot Seikkailija. Niska skildrades av Hallandsspexet i deras uppsättning Smugglarkungen 2024 vid Lunds universitet.

## Utgivna böcker
- Över gröna gränser. Helsingfors: Söderström. 1953. Libris 2099718 (memoarer om räddandet av judar från Tyskland)
- Mina äventyr. Helsingfors: Söderström. 1931. Libris 1924988 (memoarer från spritsmugglaråren)